# Восточнотиморско-украинские отношения
Восточнотиморско-украинские отношения — двусторонние дипломатические отношения между Восточным Тимором и Украиной. Страны не имеют дипломатических представительств друг у друга. Восточный Тимор имеет посольство в Брюсселе. Также посол Украины в Куала-Лумпуре (Малайзия) аккредитован в Восточном Тиморе.

## История
В сентябре 2003 года министр иностранных дел Украины Константин Грищенко и его коллега из Восточного Тимора Жозе Рамуш-Орта подписали в Нью-Йорке соглашение об установлении дипломатических отношений.
Как непостоянный член Совета Безопасности ООН в 2000—2001 годах Украина сделала значительный вклад в поддержание движения к независимости Восточного Тимора и установления мира в этой стране и начала в ней присутствия ООН. До конца 2012 года в составе Интегрированной миссии ООН в Тиморе-Лешти находились 12 сотрудников МВД Украины. Наличие украинского персонала в составе этой миссии стало значительным положительным фактором развития двусторонних отношений между двумя государствами.

Чрезвычайным и Полномочным Послом Украины в Демократической Республике Восточный Тимор с 2020 года является Александр Нечитайло. 20 февраля 2020 года он вручил верительные грамоты президенту Восточного Тимора Франсишку Гутерришу.

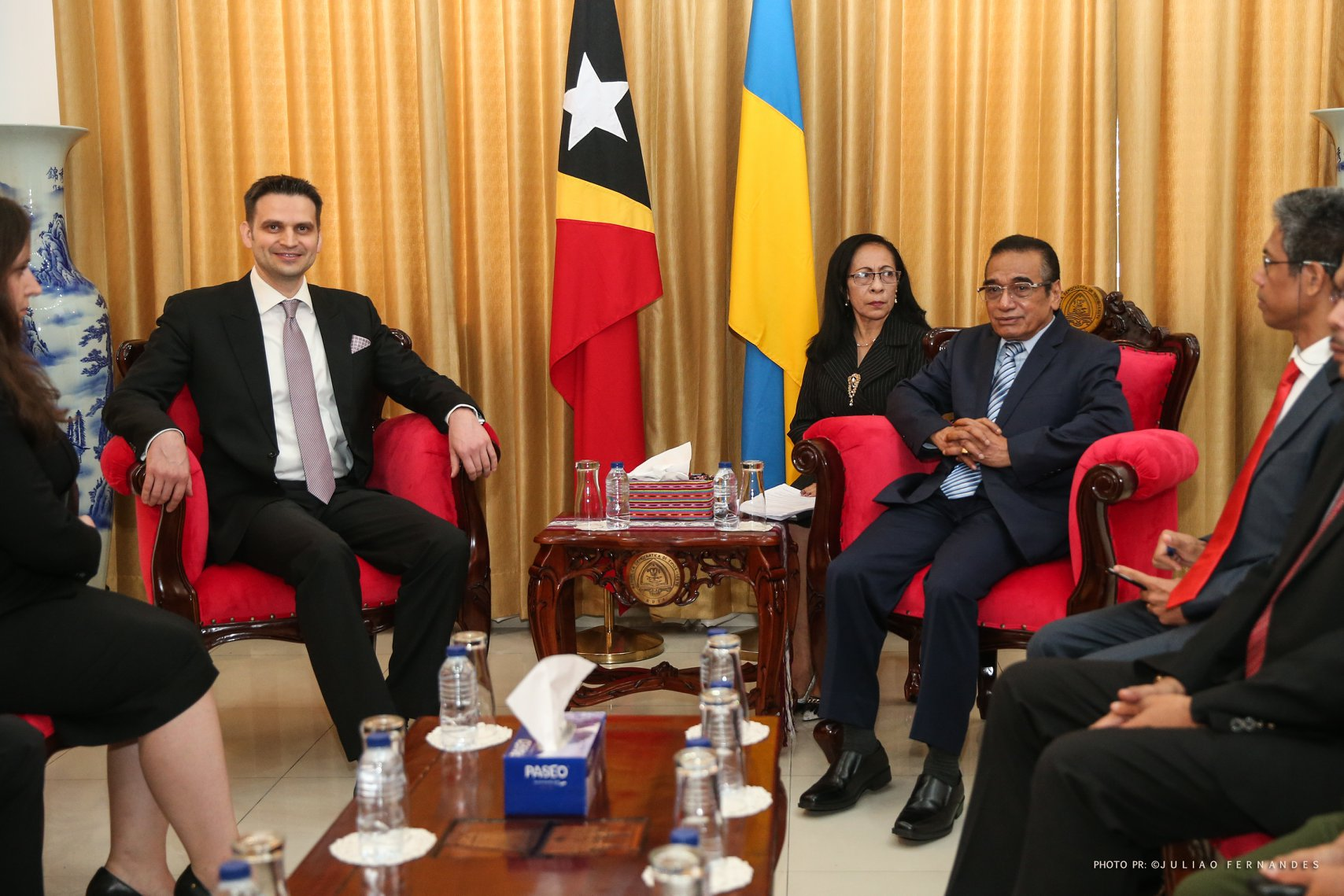
Посол Украины Александр Нечитайло с президентом Восточного Тимора Франсишку Гутерришу, 2020 год

### Дипломатия

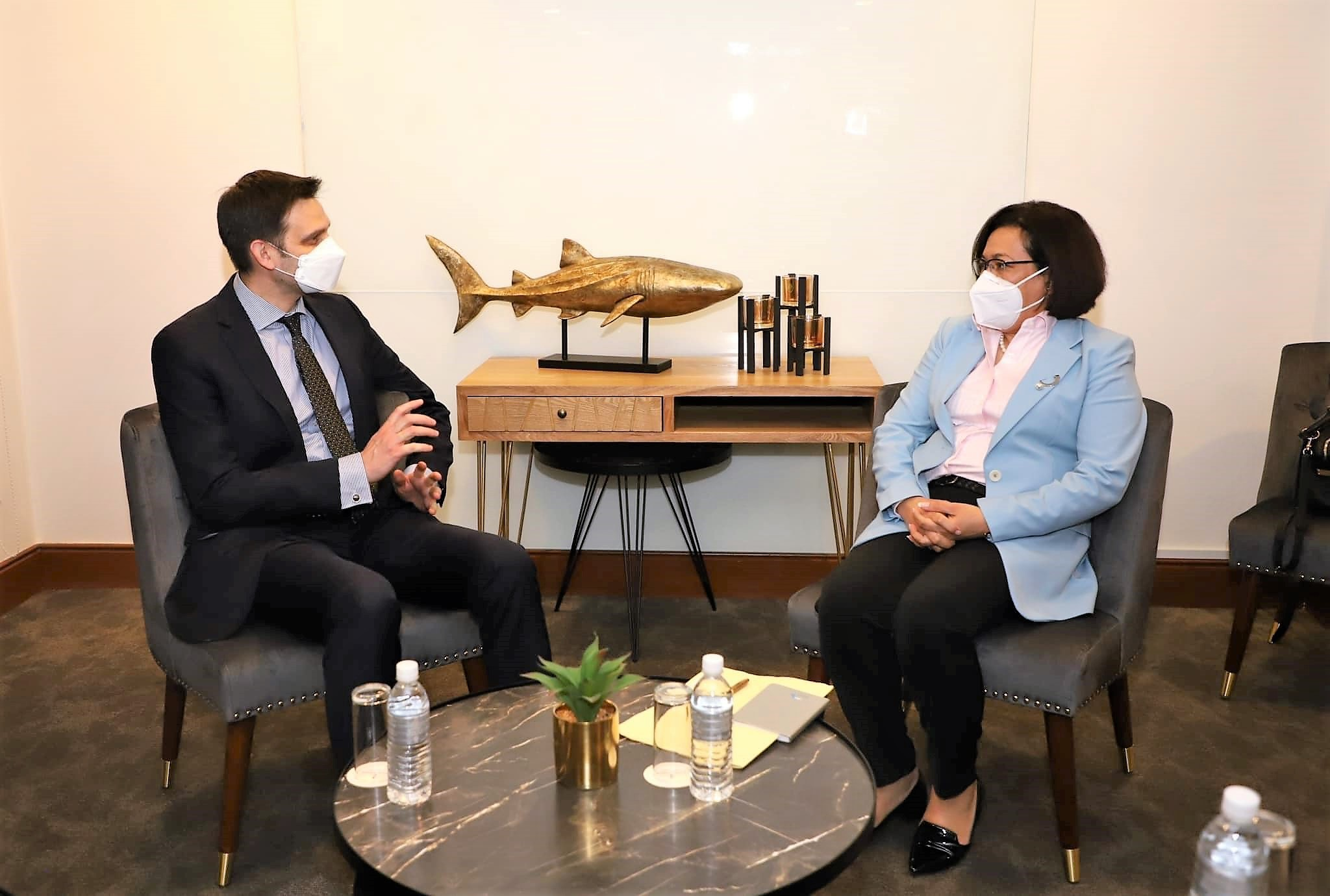
Министр иностранных дел Восточного Тимора Адальиза Маньо во время визита солидарности с послом Украины Александром Нечитайло в Куала-Лумпуре, 2022 год

16 октября 2012 года две страны подписали соглашение об установлении дипломатических отношений. 12 декабря 2014 года посол Украины Игорь Гуменный посетил Восточный Тимор.
27 марта 2014 года во время заседания Генеральной Ассамблеи ООН, связанной с вмешательством России против Украины и аннексией Автономной Республики Крым, Восточный Тимор не принимал участия в голосовании по резолюции «Территориальная целостность Украины» A/RES/68/262. Последовательная позиция Восточного Тимора по этому вопросу была подтверждена в течение 2015—2020 годов во время рассмотрения проектов соответствующих резолюций ООН по ситуации с правами человека в Автономной Республике Крым и г. Севастополь, и милитаризации Автономной Республики Крым и города Севастополь, а также части Чёрного и Азовского морей как в Третьем комитете ООН, так и во время рассмотрения таких резолюций на Генеральной Ассамблее ООН.
Восточный Тимор не принимал участия в голосовании по резолюции 68/262 Генеральной Ассамблеи ООН «О территориальной целостности Украины». После вторжения России на Украину в 2022 году Восточный Тимор выразил обеспокоенность и призвал стороны конфликта немедленно подписать соглашение о прекращении огня и искать дипломатическое решение. На 11-й экстренной сессии Генеральной Ассамблеи ООН 2 марта 2022 года Восточный Тимор проголосовал за осуждение нападения России на Украину и требование немедленного вывода российских войск с Украины. 9 марта Совет министров Восточного Тимора принял решение пожертвовать 1,5 миллиона долларов США Всемирной продовольственной программе ООН для гуманитарной помощи украинцам. Российское вторжение на Украину напоминает Восточному Тимору индонезийское вторжение 1975 года, которое погрузило страну на 24 года войны и иностранного правления. Премьер-министр Восточного Тимора Таур Матан Руак уже заявил о солидарности с украинцами 3 марта, в Национальный день ветеранов Восточного Тимора. 1 июня президент Украины Владимир Зеленский провёл переговоры с президентом Восточного Тимора Жозе Рамуш-Орта в Сингапуре.

## Экономика
По состоянию на 2018 год статистическое управление Восточного Тимора не сообщает о торговых отношениях между Восточным Тимором и Украиной.